# Кшевица (Бяльский повет)
Кшевица (пол. Krzewica) — деревня в Бяльском повете Люблинского воеводства Польши. Входит в состав гмины Мендзыжец-Подляски. По данным переписи 2011 года, в деревне проживало 353 человека.

## География
Деревня расположена на востоке Польши, на левом берегу реки Кшимоши (бассейн Кшны), на расстоянии приблизительно 30 километров к западу от города Бяла-Подляска, административного центра повета. Абсолютная высота — 160 метров над уровнем моря. Через населённый пункт проходит национальная автодорога 2.

## История
По данным на 1827 год имелось 52 двора и проживало 312 человек. Согласно «Справочной книжке Седлецкой губернии на 1875 год» деревня входила в состав гмины Тлусцец Радинского уезда Седлецкой губернии.
В 1975—1998 годах деревня входила в состав Бяльскоподляского воеводства.

## Население
Демографическая структура по состоянию на 31 марта 2011 года:
|         | Всего | До трудоспособного возраста | Трудоспособного возраста | Старше трудоспособного возраста |
| ------- | ----- | --------------------------- | ------------------------ | ------------------------------- |
| Мужчины | 185   | 52                          | 115                      | 18                              |
| Женщины | 168   | 37                          | 94                       | 37                              |
| Всего   | 353   | 89                          | 209                      | 55                              |